# Eosentomon mogadishense
Eosentomon mogadishense är en urinsektsart som beskrevs av Yin och Romano Dallai 1985. Eosentomon mogadishense ingår i släktet Eosentomon och familjen trakétrevfotingar. Inga underarter finns listade i Catalogue of Life.